# 1917 (film)
1917 is een Amerikaans-Britse oorlogsfilm uit 2019 onder regie van Sam Mendes. De hoofdrollen worden vertolkt door Dean-Charles Chapman en George MacKay.

## Verhaal
Tijdens de Eerste Wereldoorlog nemen de jonge Britse soldaten Schofield en Blake deel aan een gevaarlijke missie. Generaal Erinmore geeft ze ’s middags het bevel naar het tweede bataljon van het Devonregiment te gaan en kolonel Mackenzie een boodschap te overhandigen. Dit bataljon gaat namelijk de volgende ochtend de stellingen van de Duitsers aanvallen, maar heeft het telefooncontact verloren. Echter, de Duitsers hebben zich juist tactisch teruggetrokken tot de sterk verdedigde Hindenburglinie. De aanval zal niets uithalen en zal voor de 1600 aanvallers een bloedbad worden. De boodschap is daarom ook om de aanval af te blazen. Onder de 1600 soldaten is ook de broer van Blake, wiens leven gespaard kan worden als de boodschap op tijd aankomt.
De twee gaan meteen op pad naar de voorste loopgraaf. Daar krijgen ze aanwijzingen om het verwoeste niemandsland door te komen. Ze lopen voorzichtig tussen de dode paarden, prikkeldraadversperringen, lijken en bomkraters door naar de voormalige voorste loopgraaf van de Duitsers. Deze blijkt inderdaad verlaten. Ze gaan een kazemat in, maar dit blijkt een valstrik: door een boobytrap volgt er een ontploffing. Schofield ligt daarna onder een dikke laag puin en Blake sleept hem mee uit de instortende kazemat. Ze lopen vervolgens verder langs een plek waar een aantal stukken veldgeschut staan opgesteld. Er liggen grote hopen granaathulzen en de kanonnen blijken door de Duitsers onklaar gemaakt te zijn. Ze komen bij een verlaten boerderij, waar de Duitsers de tactiek van de verschroeide aarde hebben toegepast. De kersenbomen zijn bijvoorbeeld omgezaagd. Ze bekijken een luchtgevecht tussen twee Engelse jachtvliegtuigen en een Duits vliegtuig. De Duitser wordt neergeschoten en stort op de schuur neer waar de twee zich bevinden. Ze halen de piloot uit het brandende voertuig, waarna deze Blake in zijn onderbuik steekt met een mes. Schofield schiet de Duitser vervolgens dood. Blake sterft als gevolg van de buikwond in de armen van Schofield, die Blake belooft de missie naar het Devonregiment te vervolgen.
Een konvooi met andere Engelse soldaten in vrachtwagens komt aan bij de boerderijruïne. Schofield stapt in en laat de gestorven Blake achter. Na enige tijd komt het konvooi aan bij een kanaal met een vernielde brug. Aan de overzijde van het kanaal ligt het dorp Écoust-Saint-Mein, waar Schofield volgens de instructies doorheen moet. Het konvooi met de vrachtwagens rijdt verder de andere kant op en Schofield passeert het kanaal via de kapotte brug. Tijdens de oversteek wordt hij door een Duitse sluipschutter beschoten vanuit een huis aan de overkant. Hij schiet terug en gaat het huis in. Daar schiet hij de Duitser dood, maar wordt zelf ook geraakt en raakt buiten bewustzijn.
Wanneer het nacht is wordt Schofield wakker en loopt hij door het dorp Écoust. Het dorp brandt en er zijn nog enkele Duitsers aanwezig, maar hij komt ook een Franse vrouw met baby tegen. De Duitsers ontdekken hem tijdens de schemering en hij weet te ontkomen door in een snelstromende rivier te springen. Het wordt licht en in het bos van Croisilles komt hij weer aan land. Daar ontmoet hij soldaten van het Devonbataljon. Hij gaat op zoek naar kolonel Mackenzie, die zich in de voorste loopgraaf blijkt te verschansen in een kazemat. De eerste aanvalsgolf bereidt zich in dezelfde loopgraaf voor op de aanval, waardoor hij de kazemat niet kan bereiken. Even voor aanvang van de aanval gaat hij daarom de loopgraaf uit. Hij rent enkele honderden meters evenwijdig van de loopgraaf, terwijl soldaten van de eerste aanvalsgolf hem rakelings kruisen. Hij bereikt kolonel Mackenzie, waarna de aanval wordt afgeblazen en de eerste aanvalsgolf wordt teruggetrokken. Tot slot vindt hij de broer van Blake en meldt hem de dood van zijn broer.

## Rolverdeling
| Acteur               | Personage                   |
| -------------------- | --------------------------- |
| Dean-Charles Chapman | Korporaal Tom Blake         |
| George MacKay        | Korporaal William Schofield |
| Daniel Mays          | Sergeant Sanders            |
| Colin Firth          | Generaal Erinmore           |
| Andrew Scott         | Luitenant Leslie            |
| Mark Strong          | Kapitein Smith              |
| Nabhaan Rizwan       | Sepoy Jondalar              |
| Claire Duburcq       | Lauri                       |
| Benedict Cumberbatch | Kolonel Mackenzie           |
| Adrian Scarborough   | Majoor Hepburn              |
| Richard Madden       | Luitenant Joseph Blake      |
| Jamie Parker         | Luitenant Richards          |
| Michael Cornelius    | Soldaat Cornelius           |

## Productie

### Ontwikkeling
Regisseur Sam Mendes en scenarioschrijfster Krysty Wilson-Cairns schreven samen het oorlogsdrama 1917. De rechten op het spec script werden in juni 2018 verkocht aan Amblin Partners, het productiebedrijf van filmmaker Steven Spielberg. Er werd ook bekendgemaakt dat de film door Mendes zelf zou geregisseerd worden en door Amblins distributiepartner Universal Pictures zou uitgebracht worden.
Mendes en Wilson-Cairns hadden eerder al samengewerkt aan de Britse horror- en fantasyserie Penny Dreadful. De twee hadden ook plannen om samen met Spielberg het artikel The Voyeur's Motel (2016) van The New Yorker te verfilmen, maar dat project werd in december 2016 stopgezet. In maart 2019 verklaarde Mendes dat het verhaal van 1917 geïnspireerd werd door een anekdote over zijn grootvader Alfred Mendes, een oud-strijder van de Eerste Wereldoorlog. Zijn grootvader had in 1917 tijdens de Derde Slag om Ieper als boodschapper twee dagen lang granaatinslagen, sluipschutters en machinegeweren getrotseerd. Zijn oorlogservaringen werden in 2002 ook neergeschreven inThe Autobiography of Alfred H. Mendes 1897–1991.

### Casting
In september 2018 werd Tom Holland aan het project gelinkt. Een maand later werden de Britse acteurs Dean-Charles Chapman en George MacKay gecast als hoofdrolspelers. Mendes raadde de acteurs als voorbereiding op hun rol de boeken Van het westelijk front geen nieuws (1929) en With a Machine Gun to Cambrai (1969) aan. Chapman had eerder al een hoofdrol vertolkt in de Eerste Wereldoorlogfilm Private Peaceful (2012). Eind maart 2019 werd de cast uitgebreid met onder meer Colin Firth, Benedict Cumberbatch, Mark Strong, Richard Madden en Andrew Scott.

### Opnames
De opnames, die in april 2019 van start gingen en 65 dagen duurden, vonden plaats in Engeland en Schotland. Er werd in Glasgow aan de Govan Graving Docks gefilmd. Aan de vroegere dokken van de Clyde-rivier werd een set gebouwd bestaande uit een kanaalbrug en werd het vroegere pompgebouw uitgebreid met decorstukken. Plannen om in de buurt van Stonehenge te filmen en een Franse boerderij en loopgraven te bouwen, stuitten op verzet van de lokale gemeenschap en archeologische belangengroepen, maar werden desondanks goedgekeurd door het lokaal bestuur. Er werd ook gefilmd in het natuurreservaat Hankley Common, nabij Farnham. Mendes had de locatie eerder al gebruikt voor de James Bondfilm Skyfall (2012). Er werden verder ook opnames georganiseerd in de Shepperton Studios in Shepperton (Surrey) en aan de watervallen van de Tees-rivier. De opnames eindigden midden juli 2019. Een groot deel van de film werd opgenomen op een oude militaire basis in Salisbury, waar er voor de film loopgraven werden aangelegd.
De film werd opgenomen en gemonteerd op een manier die de indruk wekt dat de film uit slechts één lange opname bestaat die de twee protagonisten onafgebroken volgt tijdens hun tocht door oorlogsgebied. Om dit effect te bereiken, werden de verschillende opnames maandenlang gedetailleerd voorbereid en op elkaar afgestemd door Mendes en cameraman Roger Deakins. Beeldovergangen werden door inventieve camerabewegingen en montagetechnieken verborgen. Dit effect werd eerder ook al toegepast in films als Rope (1948) en Birdman or (The Unexpected Virtue of Ignorance) (2014).

## Release
De film ging op 4 december 2019 in première in Londen. De Amerikaanse release volgde op 25 december 2019. In België en Nederland werd de film op respectievelijk 8 en 9 januari 2020 in de bioscoop uitgebracht.
1917 ontving overwegend positieve recensies. Op Rotten Tomatoes heeft de film een waarde van 89%, gebaseerd op 415 recensies. Op Metacritic heeft de film een gemiddelde score van 78/100, gebaseerd op 57 recensies.

## Prijzen en nominaties
| Jaar | Prijs                    | Categorie                 | Genomineerde(n)                  | Uitslag     |
| ---- | ------------------------ | ------------------------- | -------------------------------- | ----------- |
| 2019 | National Board of Review | Top 10 films van het jaar | Top 10 films van het jaar        | Gewonnen    |
| 2019 | National Board of Review | Beste camerawerk          | Roger Deakins                    | Gewonnen    |
| 2020 | Golden Globes            | Beste dramafilm           | Beste dramafilm                  | Gewonnen    |
| 2020 | Golden Globes            | Beste regie               | Sam Mendes                       | Gewonnen    |
| 2020 | Golden Globes            | Beste muziek              | Thomas Newman                    | Genomineerd |
| 2020 | Critics' Choice Awards   | Beste film                | Beste film                       | Genomineerd |
| 2020 | Critics' Choice Awards   | Beste regie               | Sam Mendes                       | Gewonnen    |
| 2020 | Critics' Choice Awards   | Beste camerawerk          | Roger Deakins                    | Gewonnen    |
| 2020 | Critics' Choice Awards   | Beste montage             | Lee Smith                        | Gewonnen    |
| 2020 | Critics' Choice Awards   | Beste muziek              | Thomas Newman                    | Genomineerd |
| 2020 | Critics' Choice Awards   | Beste productieontwerp    | Dennis Gassner, Lee Sandales     | Genomineerd |
| 2020 | Critics' Choice Awards   | Beste actiefilm           | Beste actiefilm                  | Genomineerd |
| 2020 | Critics' Choice Awards   | Beste visuele effecten    | Beste visuele effecten           | Genomineerd |
| 2020 | Writers Guild of America | Beste originele scenario  | Sam Mendes, Krysty Wilson-Cairns | Genomineerd |
| 2020 | BAFTA Awards             | Beste film                | Beste film                       | Gewonnen    |
| 2020 | BAFTA Awards             | Beste Britse film         | Beste Britse film                | Gewonnen    |
| 2020 | BAFTA Awards             | Beste regie               | Sam Mendes                       | Gewonnen    |
| 2020 | BAFTA Awards             | Beste camerawerk          | Roger Deakins                    | Gewonnen    |
| 2020 | BAFTA Awards             | Beste muziek              | Thomas Newman                    | Genomineerd |
| 2020 | BAFTA Awards             | Beste productieontwerp    | Dennis Gassner, Lee Sandales     | Gewonnen    |
| 2020 | BAFTA Awards             | Beste grime en haarstijl  | Beste grime en haarstijl         | Genomineerd |
| 2020 | BAFTA Awards             | Beste geluid              | Beste geluid                     | Gewonnen    |
| 2020 | BAFTA Awards             | Beste visuele effecten    | Beste visuele effecten           | Gewonnen    |
| 2020 | Academy Awards           | Beste film                | Beste film                       | Genomineerd |
| 2020 | Academy Awards           | Beste regie               | Sam Mendes                       | Genomineerd |
| 2020 | Academy Awards           | Beste originele scenario  | Sam Mendes, Krysty Wilson-Cairns | Genomineerd |
| 2020 | Academy Awards           | Beste camerawerk          | Roger Deakins                    | Gewonnen    |
| 2020 | Academy Awards           | Beste muziek              | Thomas Newman                    | Genomineerd |
| 2020 | Academy Awards           | Beste productieontwerp    | Dennis Gassner, Lee Sandales     | Genomineerd |
| 2020 | Academy Awards           | Beste geluidsmontage      | Beste geluidsmontage             | Genomineerd |
| 2020 | Academy Awards           | Beste geluidsmix          | Beste geluidsmix                 | Gewonnen    |
| 2020 | Academy Awards           | Beste grime en haarstijl  | Beste grime en haarstijl         | Genomineerd |
| 2020 | Academy Awards           | Beste visuele effecten    | Beste visuele effecten           | Gewonnen    |

## Trivia
- In 2005 regisseerde Mendes ook de oorlogsfilm Jarhead.
- De vorige samenwerking tussen Mendes en Spielbergs productiebedrijf was de dramafilm American Beauty (1999), die bekroond werd met de Oscar voor beste film.